# Surface implicite
Une surface implicite est la surface de niveau d'une fonction différentiable f définie sur un ouvert de {\displaystyle R^{3}}.

## Exemples
- L'exemple le plus élémentaire est sans nul doute l'exemple des plans affines. Si l est une forme linéaire sur {\displaystyle R^{3}}, alors {\displaystyle l:R^{3}\rightarrow R} est une application différentiable et tout réel est une valeur régulière de l. Pour r donné, {\displaystyle \{l=r\}} est une surface implicite de {\displaystyle R^{3}}.

- Autre exemple élémentaire, si {\displaystyle q} est une forme quadratique non dégénérée de {\displaystyle R^{3}}, alors toute valeur non nulle est une valeur régulière de q :
  - Si q est définie positive, alors pour {\displaystyle r<0}, la surface implicite {\displaystyle \{q=r\}} est vide ; et pour {\displaystyle r>0}, {\displaystyle \{q=r\}} est une sphère.
  - Si q est non définie, de signature {\displaystyle (2,1)}, la surface implicite {\displaystyle \{q=r\}} est un hyperboloïde à une ou deux nappes suivant le signe de r.

- La trompette de Gabriel est définie par la relation implicite :

{\displaystyle (x^{2}+y^{2})z^{2}=a^{4}} avec a non nul.
La trompette de Gabriel est une surface de révolution.

## Illustrations

Surface implicite d'un tore (R=40, a=15)
Surface implicite de genre 2

Surface implicite non algébrique (wineglas)
equipotential surface of 4 point charges

metamorphoses between two implicit surfaces (torus and a constant distance product surface)
approximation of three tori (parallel projection)

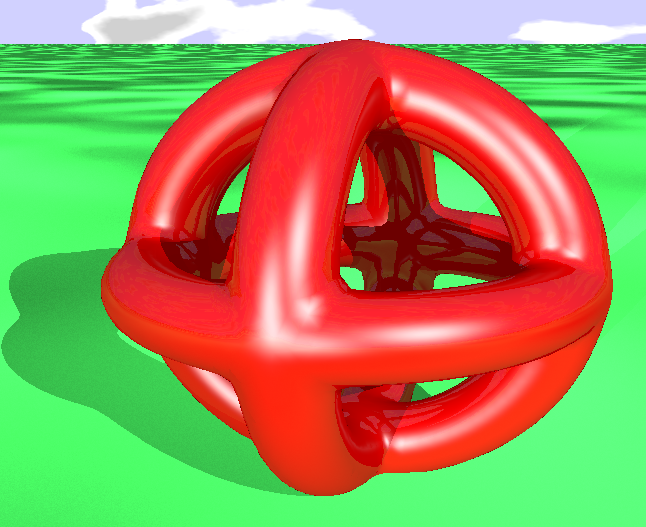
Image PovRay (central projection) of an approximation of three tori
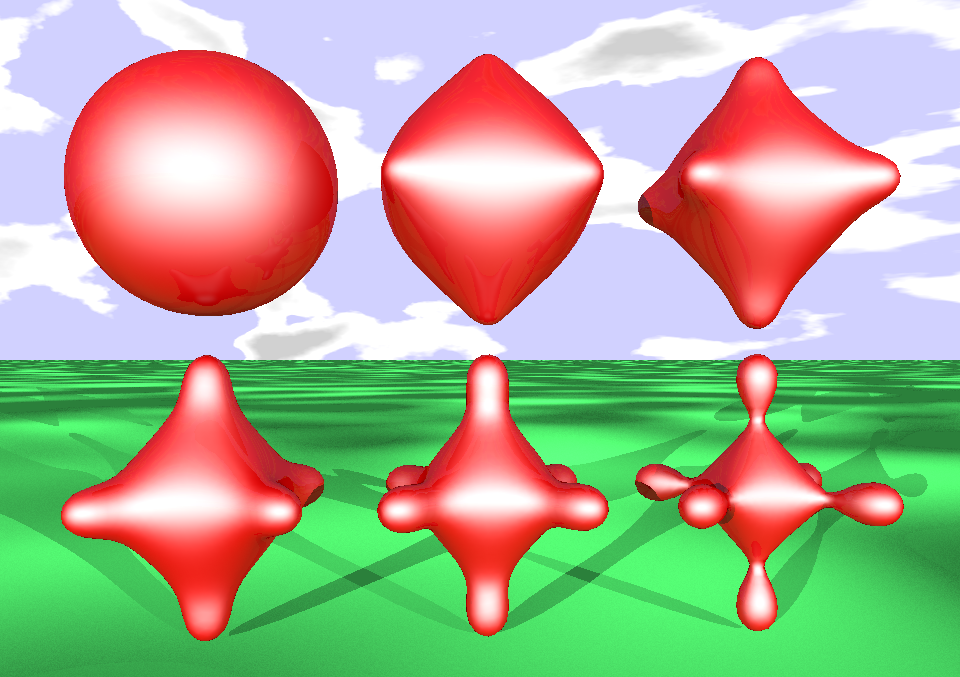
Image PovRay : metamorphoses between a sphere and a constant distance product surface (6 points)